# Jermie Dwayne Lynch
Jermie Dwayne Lynch (sinh ngày 24 tháng 3 năm 1991) thường được biết nhiều hơn với tên gọi Jermie Lynch là một cầu thủ bóng đá chuyên nghiệp người Jamaica thi đấu ở vị trí tiền đạo cho Topenland Bình Định.

## Sự nghiệp quốc tế
Jermie Lynch từng được gọi lên đội tuyển Jamaica vào năm 2012. Ngày 18 tháng 5 năm 2012, anh ra mắt đội tuyển quốc gia trong trận đấu giao hữu gặp Guyana. Anh cũng là người ghi bàn thắng duy nhất trong trận đấu này.

## Thống kê sự nghiệp

### Quốc tế
Tính đến ngày 18 tháng 5 năm 2012
| Đội tuyển quốc gia | Năm       | Trận | Bàn |
| ------------------ | --------- | ---- | --- |
| Jamaica            | 2012      | 1    | 1   |
| Tổng cộng          | Tổng cộng | 1    | 1   |

### Bàn thắng quốc tế
Bàn thắng của đội tuyển Jamaica được ghi trước.
| #  | Ngày                | Địa điểm                                                 | Đối thủ | Bàn thắng | Kết quả | Giải đấu |
| -- | ------------------- | -------------------------------------------------------- | ------- | --------- | ------- | -------- |
| 1. | 18 tháng 5 năm 2012 | Khu liên hợp thể thao Vịnh Montego, Montego Bay, Jamaica | Guyana  | 1–0       | 1–0     | Giao hữu |

## Danh hiệu
Topenland Bình Định
- V.League 1: Hạng 3 (2022)
- Cúp Quốc gia: Á quân (2022)